# Cachoeira do Quirino
A Cachoeira do Quirino está localizada em Barão de Juparanã, distrito do município de Valença, no estado do Rio de Janeiro. A cachoeira está localizada em um rio com pequenas corredeiras. São quatro pequenas quedas que formam uma piscina natural com pequena praia, muito procurada para banhos.